# Európai Filmdíj a legjobb női mellékszereplőnek
A legjobb női mellékszereplő (angolul: European Film Award for Best Supporting Actress) elismerés az 1988-ban alapított Európai Filmdíjak egyike volt, melyet az Európai Filmakadémia (EFA) osztott ki 1988 és 1992 között az év európai filmjeiben legjobbnak ítélt női mellékszereplői alakításért. A díjátadóra felváltva került sor Berlinben, illetve egy-egy európai városban megrendezett év végi gála keretében.
Első alkalommal 1988-ban osztották ki legjobb női mellékszereplő (Best Supporting Actress) néven; a díjazott négy jelölt közül került ki. A következő évben a díjat összevonták a legjobb európai mellékszereplő színésznek járó elismeréssel és közös jelölés mellett a győztes a legjobb európai mellékszereplő díjat vehette át. 1990-ben visszatértek a külön történő díjazásra, ezúttal már csak 3-3 jelöltből, az év legjobb női mellékszereplője (Best European Supporting Actress of the Year) elnevezéssel.
Tekintettel arra, hogy az Európai Filmdíjat 1996-ig Felix-díj néven osztották ki, gyakorlatilag e kategória győztesét is Felix-díjasként emlegették.

## Díjazottak és jelöltek
| „Díjazott” – szürkéskék háttérrel   |
| „Jelölt” – világos szürke háttérrel |

### 1980-as évek
| Év                 | Nyertesek és jelöltek                                                        | Magyar címe                                                                  | Eredeti címe                                                                 |
| ------------------ | ---------------------------------------------------------------------------- | ---------------------------------------------------------------------------- | ---------------------------------------------------------------------------- |
| 1988               |                                                                              |                                                                              |                                                                              |
| Johanna ter Steege | Nyomtalanul                                                                  | Spoorloos                                                                    |                                                                              |
| Lene Brøndum       | Átmulatott éjszaka                                                           | Hip Hip Hurrah!                                                              |                                                                              |
| Freda Dowie        | Távoli hangok, csendélet                                                     | Distant Voices, Still Lives                                                  |                                                                              |
| Karin Gregorek     | Egyik viseli a másik terhét                                                  | Einer trage des anderen Last                                                 |                                                                              |
| 1989               | Ezen a néven nem osztottak külön díjat. Lásd: legjobb európai mellékszereplő | Ezen a néven nem osztottak külön díjat. Lásd: legjobb európai mellékszereplő | Ezen a néven nem osztottak külön díjat. Lásd: legjobb európai mellékszereplő |

### 1990-es évek
| Év               | Nyertesek és jelöltek | Magyar címe               | Eredeti címe |
| ---------------- | --------------------- | ------------------------- | ------------ |
| 1990             |                       |                           |              |
| Malin Ek         | Skyddsängeln          | Skyddsängeln              |              |
| Lena Nylén       | Skyddsängeln          | Skyddsängeln              |              |
| Gunilla Röör     | Skyddsängeln          | Skyddsängeln              |              |
| 1991             |                       |                           |              |
| Marta Keler      | Virdzina              | Virdžina                  |              |
| Barbara Sukowa   | Homo Faber            | Homo Faber                |              |
| Sandrine Blancke | Toto, a hős           | Toto le héros             |              |
| 1992             |                       |                           |              |
| Ghita Nørby      | –––                   | Freud flyttar hemifrån... |              |
| Bulle Ogier      | Észak                 | Nord                      |              |
| Évelyne Didi     | Bohémélet             | La vie de bohème          |              |